# Jodi Ann Paterson
Jodi Ann Paterson, född 31 juli 1975 i Balikpapan, Indonesien, är en amerikansk fotomodell och skådespelare. Hon utsågs till herrtidningen Playboys Playmate of the Month för oktober 1999 och Playmate of the Year för 2000.